# Porphyromonas gingivalis
Espèce
Porphyromonas gingivalis est une espèce de bactéries anaérobies, non mobiles, asaccharolytiques, présentes dans la cavité buccale, responsables de gingivite. Elle est un agent pathogène majeur de la parodontite sévère de l'adulte, maladie inflammatoire courante qui détruit les tissus de soutien de la dent, ce qui peut entraîner la perte des dents.
Elle serait un des facteurs favorisant de pathologies comme la maladie d'Alzheimer.

## Action pathogène
Porphyromonas gingivalis est fortement corrélé à la parodontite chronique. La stratégie d'installation invasive du pathogène est décrite en 1995 chez les primates dont l'humain ; elle est transmissible. Sa persistance chronique résulte de sa capacité à échapper à l'immunité de l'hôte sans inhiber la réponse inflammatoire, grâce à la nourriture qu'elle trouve dans l'exsudat inflammatoire (liquide créviculaire gingival). Elle contribue à la pathogenèse de la parodontite agressive en induisant des niveaux élevés de cytokines pro-inflammatoires. Les mécanismes complexes d'installation de la bactérie et de neutralisation des défenses naturelles ont été décrits : ils produisent un grand nombre d'enzymes (protéases appelées gingipaïnes), ainsi que de protéines, qui leur permettent d'échapper aux défenses de l'hôte.
Dans le modèle murin, P. gingivalis est la principale bactérie qui altère la quantité et la composition du microbiote oral normal, pouvant entraîner une perte osseuse pathologique. C'est l'un des agents pathogènes majeurs des parodontites. Pathogène opportuniste bien adapté de la muqueuse buccale, et important élément constitutif des biofilms buccaux, elle est soupçonnée favoriser le développement de maladies chroniques multifactorielles.
Elle est associée à de nombreuses maladies systémiques : diabète sucré, maladies cardiovasculaires et athérosclérose, polyarthrite rhumatoïde, stéatose hépatique et cancers orodigestifs ; chez la souris : inflammation gastrointestinale, colites. In vitro, Porphyromonas gingivalis est associée à l'état cancéreux et corrélée à un mauvais pronostic, et un élément oncopathogène dans les modèles animaux.
Diverses études permettent de poser l'hypothèse d'un lien causal entre cette bactérie et la maladie d'Alzheimer ; Carter (2017) a détecté sa présence dans les cerveaux atteints de cette dégénérescence. Le blocage des gingipaïnes qu'elle produit réduit la neuro-inflammation dans l'hippocampe, et préserve les neurones (2019). Le lien entre les produits de la membrane externe de P. gingivalis et l'induction d'une inflammation cérébrale a été établi en 2018. "Les maladies parodontales sont un facteur de risque d'aggravation des maladies dégénératives chez la population âgée", écrit une publication académique en 2021.

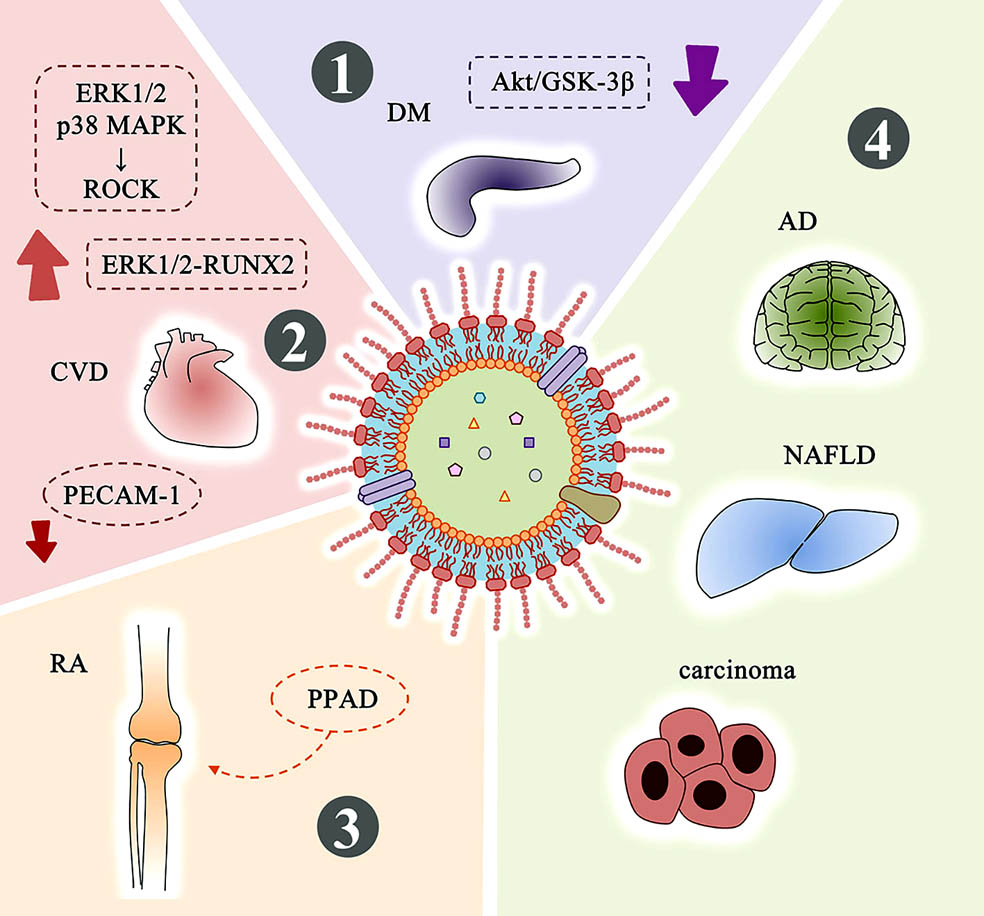
P.gingivalis possible implication dans la progression des maladies d’Alzheimer MA, stéatose hépatique non alcoolique NAFLD, carcinome, diabète sucré DM, maladie cardiovasculaire MCV et polyarthrite rhumatoïde PR.

## Bactéricides et prévention
L'hygiène buccodentaire joue un rôle capital dans la parodontopathogenèse. Une étude coréenne (2021) sur 109 sujets humains a montré qu'un nettoyage interdentaire et un brossage professionnel des dents une fois toutes les 3 semaines est plus efficace que le traitement parodontal dans la diminution de P. gingivalis. Chez les patients guéris du SRAS-CoV-2 la mauvaise hygiène buccale et la prévalence d'agents pathogènes buccaux liés au développement de maladies inflammatoires gingivales ou parodontales est démontrée (on a même émis l'hypothèse que des bactéries parodontopathiques puissent être impliquées dans l'aggravation du COVID-19 ).
Le digluconate de chlorhexidine présent dans le dentifrice et les bains de bouche réduit considérablement la charge de P. gingivalis. Des mutants résistants ont été signalés après une exposition prolongée à la chlorhexidine.
In vitro, la myrrhe, mélangée à des nanoparticules d'argent, est un antimicrobien contre P. gingivalis.
En 2022, une thèse indonésienne a montré que l'extrait de feuille de combava (Citrus Hystrix) à une concentration minimale de 12.5 % avait une action antibactérienne contre la croissance des bactéries Porphyromonas gingivalis in vitro.